# Leipon jezik
Leipon jezik (ISO 639-3: lek), austronezijski jezik istočnoadmiralitetske skupine iz papuanovogvinejske provincije Manus. Govori se u selu Lolo i otocima Hauwai, Ndrilo i Pityilu. Po ovom posljednjem otoku naziva se i pitilu, pityilu. 650 govornika (Lincoln 1977)
Jedan je od 12 jezika istočnomanuske podskupine. Dijalekt: pafulu.

## Vanjske poveznice
- Ethnologue (14th)
- Ethnologue (15th)